# 785 Zwetana
785 Zwetana este un asteroid din centura principală, descoperit pe 30 martie 1914, de Adam Massinger.